# John Walpole
Pour les articles homonymes, voir Walpole.
Le colonel John Walpole (17 novembre 1787 - 10 décembre 1859) est un soldat et diplomate, un fils cadet de Horatio Walpole (2e comte d'Orford). 

## Biographie
Il sert avec les gardes pendant la Guerre d'indépendance espagnole et est blessé au siège de Burgos . Il est député de King's Lynn de 1822 à 1831 et exerce les fonctions de secrétaire particulier de Lord Palmerston de novembre 1830 à août 1833, date à laquelle il est nommé consul général et plénipotentiaire de Grande-Bretagne à Santiago du Chili. Il est promu chargé d'affaires en mai 1841 et prend sa retraite en mars 1849 . 